# Yan Langyu
Yan Langyu (en chino: 严浪宇; 31 de agosto de 1999) es un deportista chino que compite en gimnasia en la modalidad de trampolín.
Participó en los Juegos Olímpicos de París 2024, obteniendo una medalla de bronce en la prueba individual. Ganó cuatro medallas en el Campeonato Mundial de Gimnasia en Trampolín entre los años 2019 y 2023.

## Palmarés internacional
| Juegos Olímpicos   | Juegos Olímpicos         | Juegos Olímpicos  | Juegos Olímpicos |
| Año                | Lugar                    | Medalla           | Prueba           |
| ------------------ | ------------------------ | ----------------- | ---------------- |
| 2024               | París (Francia)          | Medalla de bronce | Individual       |
| Campeonato Mundial |                          |                   |                  |
| Año                | Lugar                    | Medalla           | Prueba           |
| 2019               | Tokio (Japón)            | Medalla de plata  | Equipo           |
| 2019               | Tokio (Japón)            | Medalla de bronce | Equipo mixto     |
| 2021               | Bakú (Azerbaiyán)        | Medalla de oro    | Individual       |
| 2023               | Birmingham (Reino Unido) | Medalla de oro    | Individual       |